# ガンガー
ガンガー（Gaṅgā, गंगा, 恒河（ごうが））は、ヒンドゥー教に伝わる、ガンジス川を神格化した女神。インドでは川自体も「ガンガー」と呼ばれ、「ガンジス」は英語からの借用である。「母なるガンガー（Gangamataji）」とも呼ばれる。乗り物（ヴァーハナ）はワニのクンビーラ。

## 神話
ヒマラヤ山脈の山神ヒマヴァットの娘として生まれ天界で育った美しい女神。パールヴァティーの妹であるが、パールヴァティー（ウマー）の姉とする説もある。
神話によると、始めはガンガーはヴィシュヌ神の足の指から流れ出て、天界にあるブラフマーの町の周囲を周っていた。賢者バギーラタは、誤ってカピラ仙の怒りにふれ焼き殺された祖先の霊を浄化するために必要なガンガーの聖水を地上にもたらそうと、ヒマラヤ山中で修業を積んだ。ガンガー女神はその願いを受け入れたが、天界から地上へ落下するガンガーの奔流を受け止められるのはシヴァ神のみであると伝えた。バギーラタはカイラス山に赴きシヴァ神に祈りを捧げ願いを聞き届けられた。シヴァ神は地上に落下するガンガーを豊かな髪で受け止めヒマラヤ山中に注いだ。バギーラタの先祖の遺灰はその水で浄化され、霊は天国へ昇ることができた。それ以来、ガンガーは聖なる川として地上の人々に恵みをもたらし続けているとされる。この神話を受けて、シヴァ神の像の髪の毛の中にガンガーが描出されているものが見られる。
ヴィシュヌあるいはシヴァの妻という説もある。ヴィシュヌははじめサラスヴァティー、ラクシュミー、ガンガーという3人の妻を持っていたが、3人の間で争いが絶えなかったので、やがてやりきれなくなって、サラスヴァティーをブラフマーに、ガンガーをシヴァに与え、ヴィシュヌ自身はラクシュミーを妻にしたという。

## 信仰
ガンジス川（ガンガー）は現在でも「聖なる川」としてヒンドゥー教徒の信仰の対象であり、この川の水で沐浴すればすべての罪は浄められ、死後の遺灰をこの川に流せば永遠に繰り返される輪廻から解脱できると信じられている。

## ガンガーを扱った絵画

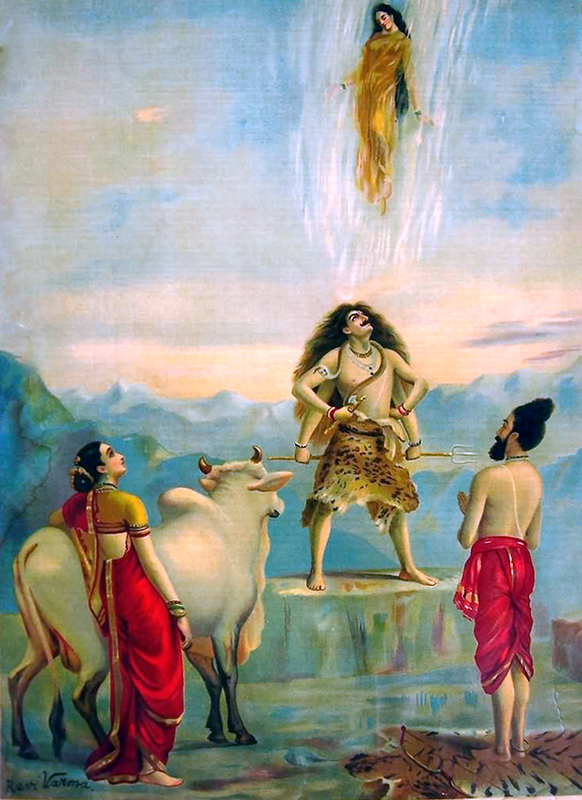
『ガンガーの降臨』（ラヴィ・ヴァルマ/画、1910年）
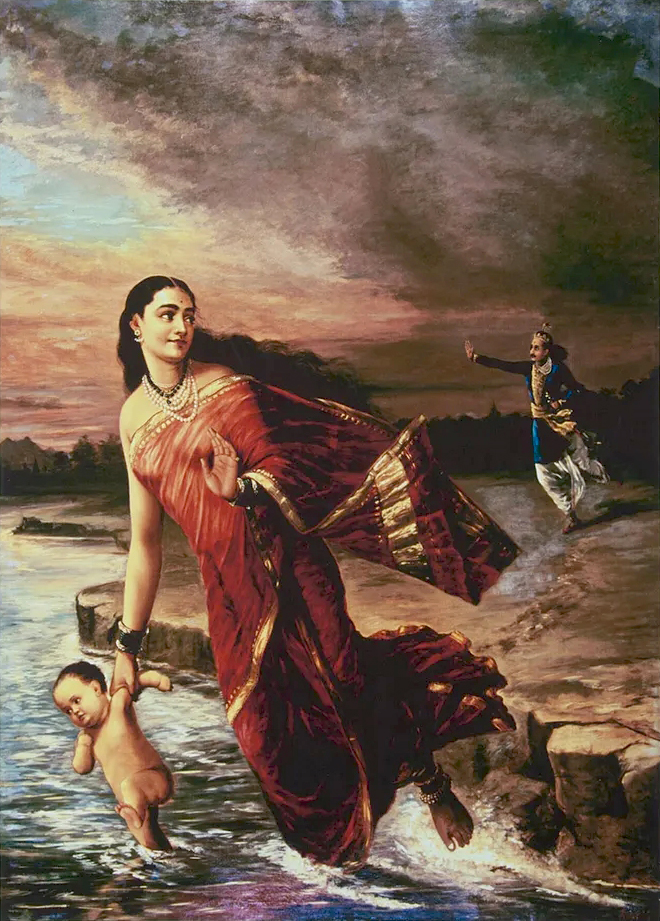
『子供を連れて天に戻ったガンガー』（ラヴィ・ヴァルマ/画、1890年）
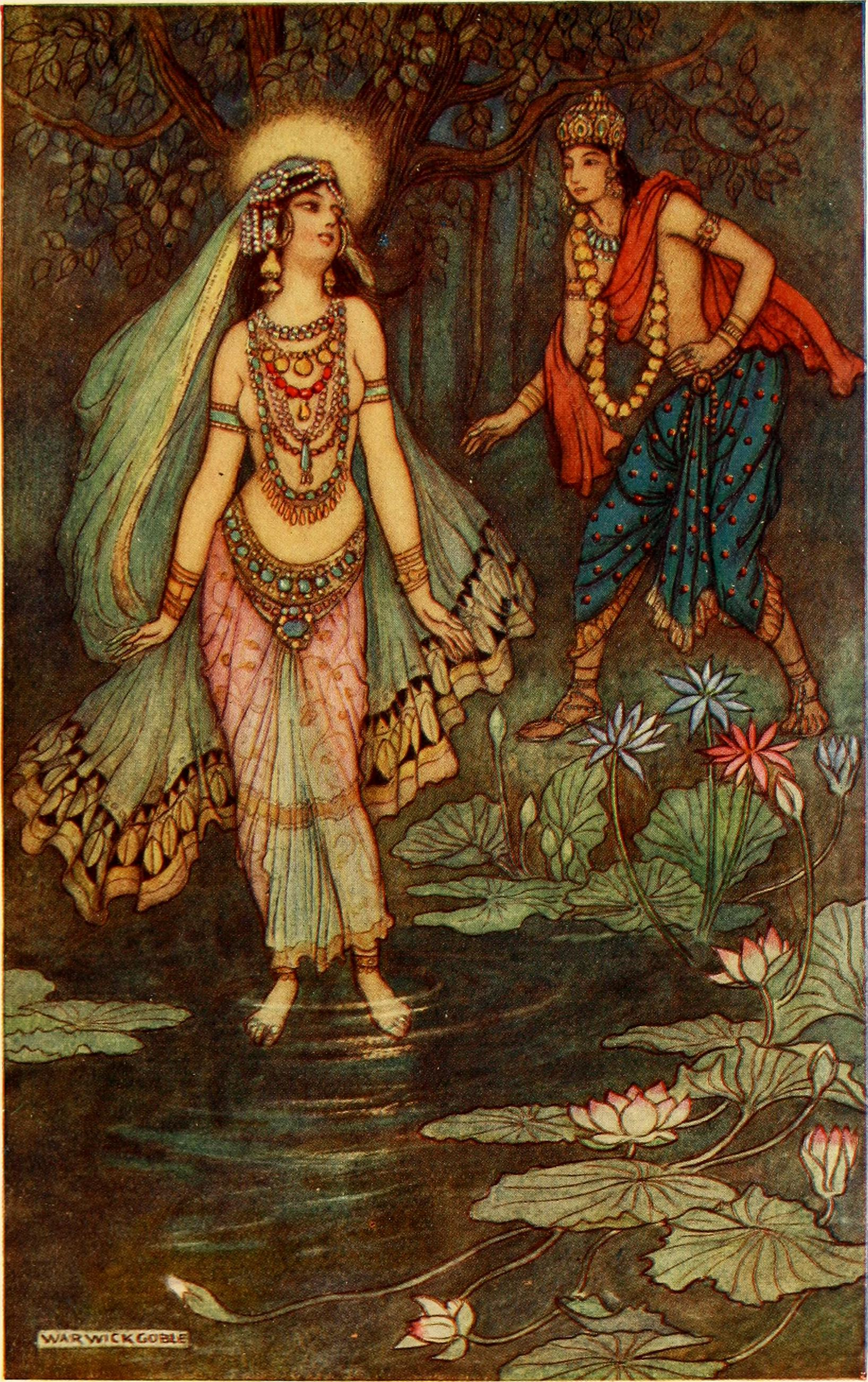
『ガンガーに会っていたシャーンタヌ』